# Emily Vavourakis
Emily Vavourakis (Sint-Niklaas, 14 april 1989) is een Belgisch zwemster en voormalig Belgisch recordhoudster op de 50 en 100m vrije slag langebaan. Zij begon haar zwemcarrière bij WZK (Sint-Niklaas). In 2003 sloot Vavourakis zich aan bij BRABO (Antwerpen) waar ze later onder begeleiding van Ronald Gaastra trainde. Zij was ook lid van ZGEEL voor enige tijd. Momenteel is zij niet aangesloten bij een Belgische club. Van 2008 tot 2013 studeerde Vavourakis "Environmental Engineering" aan de Southern Methodist University (SMU) in Dallas. Zij zwom daar voor SMU en trainde onder begeleiding van coach Steve Collins.
Emily Vavourakis is de dochter van Michèle Baervoets en Emmanouil Vavourakis. Haar vader is van Griekse afkomst. Emily heeft drie zussen. Vavourakis deed vroeger ook aan muziek, turnen en ballet, maar besliste na enkele jaren om enkel nog te zwemmen. Al op jonge leeftijd was haar talent duidelijk. Zij won verschillende wedstrijden en zwom ook enkele Belgische jeugdrecords. Zonder enig probleem maakte ze de overstap naar het internationale niveau. Ze nam deel aan tal van internationale wedstrijden. Vavourakis maakte niet de progressie die ze gehoopt had in 2008. Na de Europese Kampioenschappen in Eindhoven (2008) besloot zij om naar de Verenigde Staten te trekken.
Emily Vavourakis representeerde België voor de volgende internationale toernooien:
- Youth Olympic Festival (Paris, 2003)
- European Junior Championships (Lisbon, 2004)
- European Junior Championships (Boedapest, 2005)
- European Championships LCM (Boedapest, 2006)
- European Championships SCM (Helsinki, 2006)
- World Championships LCM (Melbourne, 2007)
- European Championships SCM (Debrecen, 2007)
- European Championships LCM (Eindhoven, 2008)

## Internationale toernooien
| Jaar | Olympische Spelen | WK langebaan                                                 | WK kortebaan  | EK langebaan                                                 | EK kortebaan                                                |
| ---- | ----------------- | ------------------------------------------------------------ | ------------- | ------------------------------------------------------------ | ----------------------------------------------------------- |
| 2006 |                   |                                                              | geen deelname | 24e 100m vrije slag 39e 200m vrije slag 7e 4x100m vrije slag | 35e 50m vrije slag 30e 100m vrije slag 11e 4x50m vrije slag |
| 2007 |                   | 36e 50m vrije slag 45e 100m vrije slag 14e 4x100m vrije slag |               |                                                              | 40e 50m vrije slag 34e 100m vrije slag                      |
| 2008 | geen deelname     |                                                              | geen deelname | 34e 50m vrije slag 30e 100m vrije slag 8e 4x100m wisselslag  | geen deelname                                               |

## Persoonlijke records
Bijgewerkt tot en met 17 september 2011

### Kortebaan
| Afstand         | Tijd  | Datum           | Plaats |
| --------------- | ----- | --------------- | ------ |
| 50m vrije slag  | 25,29 | 4 augustus 2009 | Leuven |
| 100m vrije slag | 54,68 | 4 augustus 2009 | Leuven |

### Langebaan
| Afstand         | Tijd  | Datum           | Plaats    |
| --------------- | ----- | --------------- | --------- |
| 50m vrije slag  | 25,96 | 2 augustus 2007 | Antwerpen |
| 100m vrije slag | 56,10 | 31 juli 2006    | Boedapest |

## Persoonlijke records
Bijgewerkt tot en met 17 september 2011

### Kortebaan
| Afstand         | Tijd  | Datum           | Plaats |
| --------------- | ----- | --------------- | ------ |
| 50m vrije slag  | 25,29 | 4 augustus 2009 | Leuven |
| 100m vrije slag | 54,68 | 4 augustus 2009 | Leuven |

### Langebaan
| Afstand         | Tijd  | Datum           | Plaats    |
| --------------- | ----- | --------------- | --------- |
| 50m vrije slag  | 25,96 | 2 augustus 2007 | Antwerpen |
| 100m vrije slag | 56,10 | 31 juli 2006    | Boedapest |